# Kyoko Ina
Kyoko Ina (jap. 伊奈 恭子, Kyōko Ina; * 11. Oktober 1972 in der Präfektur Tokio, Japan) ist eine ehemalige japanisch-US-amerikanische Eiskunstläuferin, die im Paarlauf startete. 
Ina wurde in der Präfektur Tokio geboren, wuchs aber in New York auf. Sie begann im Alter von vier Jahren auf dem Eisplatz am Rockefeller Center mit dem Eislaufen. Sie trat im Juniorenbereich für Japan an, entschied sich dann aber für die USA. 1990 wurde sie US-Meisterin im Einzellauf bei den Junioren. Ein Jahr später bildete sie ein Paarlaufpaar mit Jason Dungjen. Sie wurden von Peter Burrows und Marylynn Gelderman trainiert. 1994 bis 1996 wurden Ina und Dungjen nationale Vizemeister und 1997 und 1998 schließlich US-Meister. Von 1994 bis 1997 nahmen sie an Weltmeisterschaften teil. Ihr bestes Ergebnis war der vierte Platz bei der Weltmeisterschaft 1997 in Lausanne. Ina und Dungjen bestritten zwei Olympische Spiele. 1994 in Lillehammer belegten sie den neunten Platz und 1998 in Nagano wurden sie Vierte. Danach trennte sich das Eiskunstlaufpaar.
Ab 1998 wurde John Zimmerman Inas Partner. Sie trainierten bei Tamara Moskwina und ihrem Ehemann Igor Moskwin in Hackensack, New Jersey. In den Jahren 2000 bis 2002 wurden Zimmerman und Ina US-Meister im Paarlauf. 2000 gewannen sie die Silbermedaille bei der Vier-Kontinente-Meisterschaft und 2001 die Bronzemedaille. Ihr größter Erfolg war der Gewinn der Bronzemedaille bei der Weltmeisterschaft 2002 in Nagano. Die Olympischen Spiele 2002 in Salt Lake City beendete das Paar auf dem fünften Platz. 2003 wechselten Ina und Zimmerman zu den Profis und liefen bei der Eisrevue Stars on Ice.

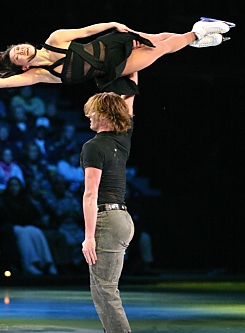
Ina und Zimmerman 2003 bei Stars on Ice

## Ergebnisse

### Paarlauf
(bis einschließlich 1998 mit Jason Dungjen, sonst mit John Zimmerman)
| Wettbewerb / Jahr                | 1992 | 1993 | 1994 | 1995 | 1996 | 1997 | 1998 | 1999 | 2000 | 2001 | 2002 |
| -------------------------------- | ---- | ---- | ---- | ---- | ---- | ---- | ---- | ---- | ---- | ---- | ---- |
| Olympische Winterspiele          |      |      | 9.   |      |      |      | 4.   |      |      |      | 5.   |
| Weltmeisterschaften              |      |      | 12.  | 8.   | 6.   | 4.   |      | 9.   | 7.   | 7.   | 3.   |
| Vier-Kontinente-Meisterschaften  |      |      |      |      |      |      |      |      | 2.   | 3.   |      |
| US-amerikanische Meisterschaften | 7.   | 5.   | 2.   | 2.   | 2.   | 1.   | 1.   | 2.   | 1.   | 1.   | 1.   |